# Angelica Adelstein-Rozeanu

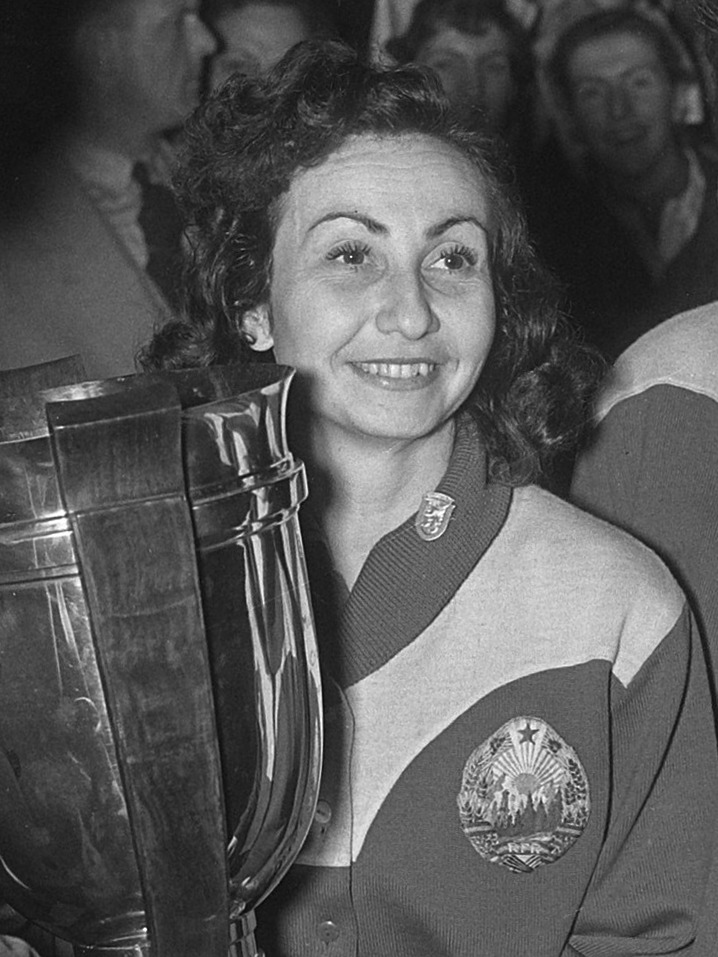
Angelica Rozeanu, 1955

Angelica Rozeanu (Geburtsname Adelstein; * 15. Oktober 1921 in Bukarest, Königreich Rumänien; † 21. Februar 2006 in Haifa, Israel) war eine rumänische Tischtennisspielerin. Sie ist mit 17 WM-Titeln und insgesamt 30 WM-Medaillen die Spielerin mit den meisten WM-Medaillen. Sie gewann sechsmal in Folge die Weltmeisterschaft im Einzel und ist seit 1955 die bisher letzte Europäerin, die den WM-Titel im Damen-Einzel gewonnen hat.

## Leben
Angelica Adelstein wurde 1921 in Bukarest in einer jüdischen Familie geboren. Nach dem Ende des Zweiten Weltkrieges heiratete sie 1945 Lulu Rozeanu, im selben Jahr wurde ihre Tochter Mihaela (Miki) geboren. Die Ehe wurde Ende der 1950er Jahre geschieden. Sie verstarb 2006 an den Folgen einer Lebererkrankung.

## Sport
Mit 9 Jahren begann sie Tischtennis zu spielen. Sie war Abwehrspielerin. Bereits als 15-Jährige wurde sie 1936 erstmals rumänische Meisterin. In der Folge gewann sie alle nationalen rumänischen Meisterschaften bis einschließlich 1957 (1940–1945 wurden diese wegen des Krieges nicht veranstaltet).
1937 nahm sie erstmals an einer Weltmeisterschaft teil und belegte im Mixed den 3. Rang. 1938 verbot ihr die faschistisch eingestellte rumänische Regierung die Teilnahme an der WM in London. 1950 wurde sie in Budapest Weltmeisterin im Einzel. Es war das erste Mal, dass eine rumänische Sportlerin in irgendeiner Sportart die Weltmeisterschaft gewann. Diesen Titel verteidigte sie bei den folgenden Weltmeisterschaften noch fünfmal hintereinander. Daneben gewann sie die Goldmedaille noch dreimal im Doppel, dreimal im Mixed und fünfmal mit der rumänischen Damenmannschaft. Die erfolgreichste WM war 1953, als sie in allen Wettbewerben die Goldmedaille holte. Im gleichen Jahr schlug sie in einem offiziellen Turnier Heinz Schneider. Angelica Adelstein gewann 1955 in Utrecht als letzte Europäerin die Weltmeisterschaft im Einzel, danach dominierten asiatische Spielerinnen.
Von 1950 bis 1960 war sie Vorsitzende des rumänischen Tischtennisverbandes.
1957 wurde ihre Karriere unterbrochen. Ein antisemitisch eingestellter Funktionär des rumänischen Tischtennisverbandes betrieb den Ausschluss jüdischer Sportler aus dem Verband. Angelica heiratete 1948 Lou Rozeanu und hieß dann Angelica Rozeanu'. 1959 ließ sie sich scheiden. Ihr Ehemann emigrierte im Februar 1960 nach Israel, aber sie folgte ihm noch nicht. Einige Zeit später wurde der antisemitische Funktionär abgesetzt, und Angelica begann wieder mit dem Turniersport. 1960 gewann sie drei Turniere in Russland, die Europameisterschaft im Doppel sowie die Internationalen jugoslawischen Meisterschaften. Im August dieses Jahres zog sie auf dem Umweg über Wien mit ihrer 14-jährigen Tochter Mihaela nach Israel, wo sie bis 1969 mit ihrem früheren Ehemann zusammenlebte. Hier war sie weiter aktiv und gewann 1961 die 6. Makkabiade (manchmal auch Jüdische Olympiade genannt) in Tel Aviv. Von 1960 bis 1962 gewann sie dreimal die israelische Meisterschaft.
1969 heiratete sie den aus Polen stammenden Eliezer Lopacki († 1979).

## Auszeichnungen
1954 wurde Angelica Rozeanu für ihre Verdienste als Vorsitzende des TT-Verbandes der Titel „Verdienter Meister“ verliehen, die höchste Auszeichnung im rumänischen Sport. Viermal erhielt sie von Rumänien die (kommunistische) Ehrung „Orden der Arbeit“. Seit 1981 ist sie Mitglied der Hall of Fame des jüdischen Sportes, 1995 wurde sie in die ITTF Hall of Fame aufgenommen. Am 6. September 2001 wurde sie Ehrenbürgerin der Stadt Haifa.

## Familie
Angelica Rozeanus Neffe und Nichte Ilan und Ophir Herbst wurden 2015 Europameister im Bridge. Die Nichte Orly Herbst gewann 1992 die israelische Jugend-Meisterschaft im Springreiten, später wurde sie Zweite bei den Erwachsenen.

## Erfolge
- Teilnahme an Weltmeisterschaften
  - 1937 in Baden: 3. Platz Mixed (mit Géza Erős)
  - 1939 in Kairo: 2. Platz Doppel (mit Sári Szász-Kolozsvári), 3. Platz mit dem rumänischen Team
  - 1948 in London: 3. Platz Einzel, 4. Platz Mixed (mit Richard Bergmann), 3. Platz mit dem rumänischen Team
  - 1950 in Budapest: 1. Platz Einzel, 2. Platz Doppel (mit Gizella Farkas, HUN), 3. Platz Mixed (mit Ivan Andreadis), 1. Platz mit dem rumän. Team
  - 1951 in Wien: 1. Platz Einzel, 2. Platz Doppel (mit Sári Szász-Kolozsvári), 1. Platz Mixed (mit Bohumil Váňa, TCH), 1. Platz mit dem rumän. Team
  - 1952 in Bombay: 1. Platz Einzel, 1. Platz Mixed (mit Ferenc Sidó, HUN), 2. Platz mit dem rumän. Team
  - 1953 in Bukarest: 1. Platz Einzel, 1. Platz Doppel (mit Gizella Farkas, HUN), 1. Platz Mixed (mit Ferenc Sidó, HUN), 1. Platz mit dem rumän. Team
  - 1954 in London: 1. Platz Einzel, 3. Platz Doppel (mit Gizella Farkas, HUN)
  - 1955 in Utrecht: 1. Platz Einzel, 1. Platz Doppel (mit Ella Zeller-Constantinescu), 1. Platz mit dem rumänischen Team
  - 1956 in Tokio: 1. Platz Doppel (mit Ella Zeller-Constantinescu), 1. Platz mit dem rumänischen Team
  - 1957 in Stockholm: 3. Platz Doppel (mit Helen Elliot, SCO), 2. Platz mit dem rumänischen Team
- Teilnahme an Europameisterschaften
  - 1958 in Budapest: 3. Platz Einzel, 1. Platz Doppel (mit Ella Zeller-Constantinescu), 2. Platz mit Team
  - 1960 in Zagreb: 1. Platz Doppel (mit Maria Alexandru), 3. Platz mit Team
- Nationale rumänische Meisterschaften
  - 1936–1939: 1. Platz Einzel
  - 1941–1957: 1. Platz Einzel
- Ungarische Meisterschaften
  - 1954: 1. Platz Einzel, 1. Platz Doppel (mit Gizella Farkas)
- Internationale Turniere
  - 1954 Schweden: 1. Platz Einzel, 1. Platz Doppel (mit Ella Zeller-Constantinescu)
  - 1955 Schweden: 1. Platz Einzel, 1. Platz Doppel (mit Ella Zeller-Constantinescu)
  - 1957 Schweden: 2. Platz Doppel (mit Ella Zeller-Constantinescu), 2. Platz Mixed (mit Tiberiu Harasztosi)

## Turnierergebnisse
| Verband | Turnier             | Jahr | Ort       | Land | Einzel        | Doppel        | Mixed         | Team |
| ------- | ------------------- | ---- | --------- | ---- | ------------- | ------------- | ------------- | ---- |
| ROU     | Europameisterschaft | 1960 | Zagreb    | YUG  |               | Gold          | Silber        |      |
| ROU     | Europameisterschaft | 1958 | Budapest  | HUN  | Halbfinale    | Gold          | Halbfinale    | 2    |
| ROU     | Weltmeisterschaft   | 1957 | Stockholm | SWE  | Viertelfinale | Halbfinale    | Viertelfinale | 2    |
| ROU     | Weltmeisterschaft   | 1956 | Tokio     | JPN  | letzte 32     | Gold          | letzte 16     | 1    |
| ROU     | Weltmeisterschaft   | 1955 | Utrecht   | NED  | Gold          | Gold          | letzte 64     | 1    |
| ROU     | Weltmeisterschaft   | 1954 | Wembley   | ENG  | Gold          | Halbfinale    | letzte 64     | 4    |
| ROU     | Weltmeisterschaft   | 1953 | Bukarest  | ROU  | Gold          | Gold          | Gold          | 1    |
| ROU     | Weltmeisterschaft   | 1952 | Bombay    | IND  | Gold          | Viertelfinale | Gold          | 2    |
| ROU     | Weltmeisterschaft   | 1951 | Wien      | AUT  | Gold          | Silber        | Gold          | 1    |
| ROU     | Weltmeisterschaft   | 1950 | Budapest  | HUN  | Gold          | Silber        | Halbfinale    | 1    |
| ROU     | Weltmeisterschaft   | 1948 | Wembley   | ENG  | Halbfinale    | Viertelfinale | Halbfinale    | 3    |
| ROU     | Weltmeisterschaft   | 1939 | Kairo     | EGY  | Viertelfinale | Silber        | letzte 16     | 3    |
| ROU     | Weltmeisterschaft   | 1937 | Baden     | AUT  | letzte 16     | Qual          | Halbfinale    | 7    |
| ROU     | Weltmeisterschaft   | 1936 | Prag      | TCH  | letzte 32     | keine Teiln.  | letzte 16     |      |

## Philatelie
Von der Post in Cluj-Napoca (Rumänien) wurden folgende Poststempel verwendet:
- 6. März 1996: Sonderstempel mit der Abbildung von Angelica Rozeanu
- 14. Dezember 2006: Sonderstempel mit der Abbildung von Angelica Rozeanu